# 트로이 개리티
트로이 개리티(Troy Garity, 1973년 7월 7일 ~ )는 미국의 배우이다.

## 출연 작품

### 영화
- 황금 연못 (1981)
- 컨스피러시 (1997)
- 이 영화를 훔쳐라! (2000)
- 밴디츠 (2001)
- 우리 동네 이발소에 무슨 일이 (2002)
  - 이발소 (2004, Barbershop 2: Back in Business)
  - 우리 동네 이발소에 무슨 일이 3 (2016)
- 애프터 썬셋 (2004)
- 선샤인 (2007)
- 윙드 크리처스 (2008)
- 마이 원 앤 온리 (2009)
- 굿 닥터 (2011)
- 갱스터 스쿼드 (2013) - 레복 역
- 사보타지 (2014)
- The Brooklyn Banker (2016)

### 드라마
- 볼러스 (2015-19) - 제이슨 앤틀로티 역 (HBO)